# Cross (løbesport)
 For alternative betydninger, se Cross. (Se også artikler, som begynder med Cross)
Cross country (også kendt som terrænløb eller blot cross) er en løbedisciplin indenfor atletikken, hvor atleter konkurrerer i et terræn, som er anderledes end landevejen eller atletikbanen. Underlaget kan således variere fra græs over skovstier til decideret mudder eller ligefrem gennem vand. Grundet ruternes skiftende elevation kan det være svært at måle rutens egentlige længde op, derfor bliver de markeret med omtrentlig længde. 
Sporten stammer fra England, hvor man med inspiration i hestesportens steeplechase havde konkurrencer, hvor målet var det nærmeste kirketårn. Udøverne måtte som en del af løbet forcere hække, hegn og grøfter. Det er dog i USA, at den har sin største anerkendelse, her er den således den mest udbredte løbedisciplin blandt ungdomsudøvere. Hvert år deltager over 20.000 universitetsstuderende i de mange crossløb, som om efteråret afholdes universiteterne imellem.
I Danmark organiseres sporten blandt andet af Dansk Atletik Forbund, der står for de nationale mesterskaber. Her konkurreres der på hhv. kort og lang distance. Den korte distance er 4 km for begge køn, mens den lange er 6 km for kvinder og 10 km for mænd.

## Internationale danske præstationer
Carsten Jørgensen blev Danmarks første europamester da han i 1997 vandt ved EM Cross i Spanien. Den bedste danske præstetion til VM Cross står Niels Kim Hjorth for, da han i 1984 blev nr. 14.

## Danmarksmesterskaber
Oversigt over de seneste danske mesterskaber:

### DM Lang Cross
- DM Lang Cross i København d. 23. februar 2008
  - Damer – 29.48 min
    - Ida Fallesen

  - Herrer – 31.43 min
    - Jesper Faurschou

- DM Lang Cross i Viborg d. 14. oktober 2007
  - Damer – 28.56 min
    - Anna Holm Jørgensen

  - Herrer – 31.37 min
    - Steen Walter

- DM Lang Cross i Blovstrød d. 29. oktober 2006
  - Damer – 29.40 min
    - Anna Holm Jørgensen

  - Herrer – 33.47
    - Steen Walter

### DM Kort Cross
- DM Kort Cross i København d. 24. februar 2008
  - Damer – 14.17 min
    - Ida Fallesen

  - Herrer – 11.58
    - Jesper Faurschou

- DM Kort Cross i Randers d. 4. marts 2007
  - Damer – 16.03 min
    - Anna Holm Jørgensen

  - Herrer – 13.27
    - Jesper Faurschou